# Mehmet Akyüz
Mehmet Akyüz, né le 2 janvier 1986 à Adapazarı en Turquie, est un footballeur turc, qui évolue au poste d'attaquant.

## Biographie
Mehmet Akyüz dispute plus de 100 matchs en première division turque. Le 9 février 2014, il inscrit avec l'équipe d'Akhisar Belediyespor, un triplé face au club de Trabzonspor.

## Palmarès
Denizlispor
- 1.Lig
  - Champion en 2019.